# Шотой
Шотой — деревня в Осинском районе Иркутской области (Усть-Ордынский Бурятский округ). Входит в муниципальное образование «Бурят-Янгуты».

## География
Расположена примерно в 35 км (по автодорогам) к востоку от районного центра, села Оса, на абсолютной высоте 476 м над уровнем моря.

### Внутреннее деление
Состоит из 1-й улицы (Шотойская).

## Население
| 2002 | 2010 | 2011 | 2012 |
| ---- | ---- | ---- | ---- |
| 113  | ↘93  | →93  | ↘89  |

На 2006 год в населённом пункте насчитывался 31 двор.